# Crap Masegn
Der Crap Masegn ist ein Berggipfel in Graubünden in den Schweizer Alpen. Er gehört zur Untergruppe der Glarner Alpen.
Der Gipfel liegt in seiner östlichen Flanke auf Gemeindegebiet von Falera, die westliche gehört zur Fraktion Ruschein der Gemeinde Ilanz/Glion. Mit einem schmalen Streifen berührt er Ladir, ebenfalls eine Fraktion von Ilanz/Glion.

## Bergbahnen

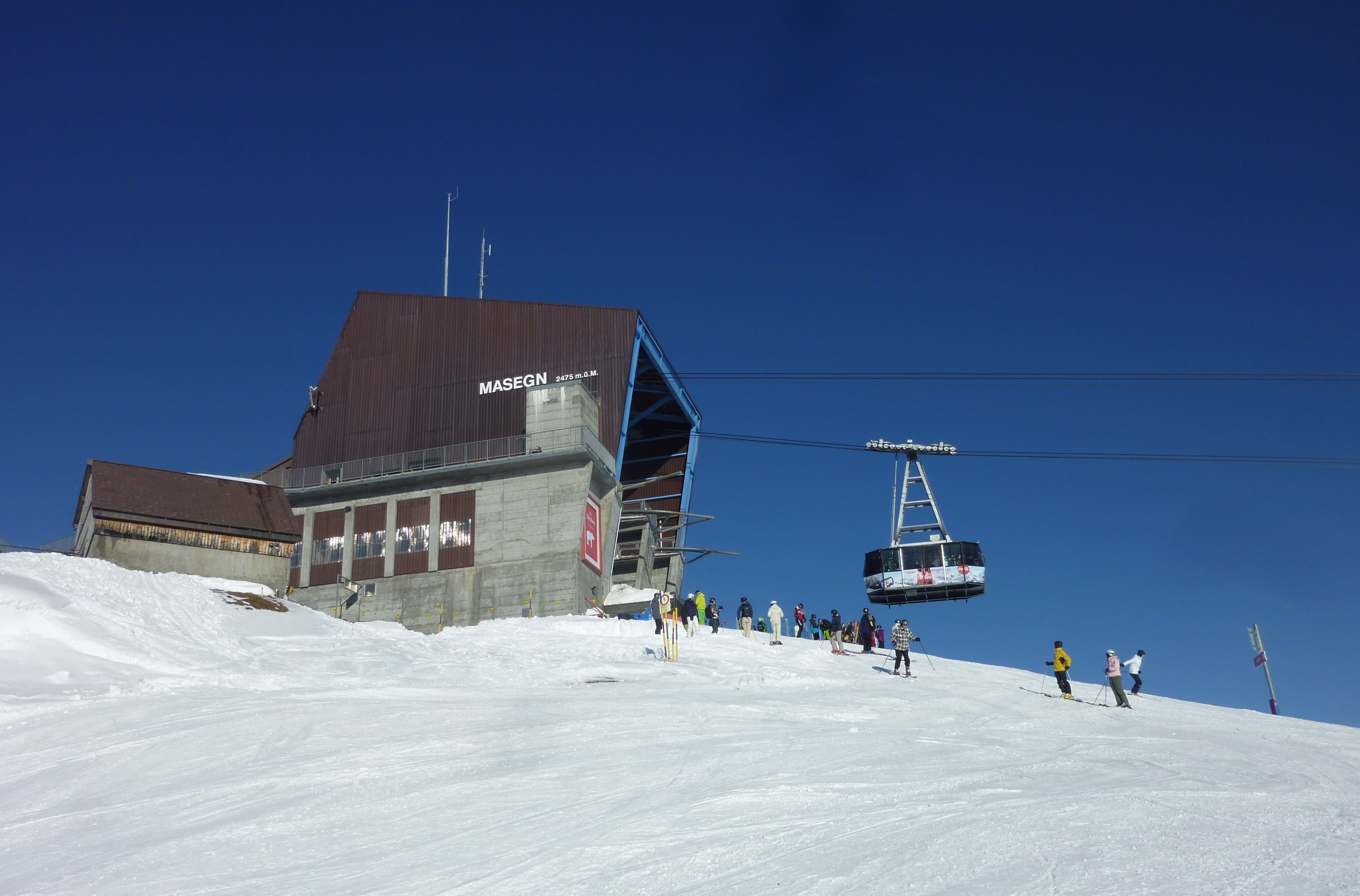
Bergstation

Die gleichnamige Station der Luftseilbahn Crap Masegn steht einen Kilometer südöstlich des eigentlichen Gipfels auf einer namenlosen Gabelung der beiden Grate Crest da Tiarms und Crest la Siala. Neben der Luftseilbahn vom Crap Sogn Gion enden dort die Gondelbahnen von Treis Palas und Fuorcla. Die Anlagen gehören zum Skigebiet Flims-Laax-Falera, das im Winter unter dem Namen LAAX vermarktet wird. Im Sommer sind die Transportanlagen am Crap Masegn nicht in Betrieb, und die Destination wird unter Flims vermarktet.

## Besonderes
Die Hochspannungsleitung westlich des Crap Masegn ist bekannt als Vorableitung und gilt als die höchstgelegene Freileitung Europas.